# 东洛杉矶

東洛杉磯位置

东洛杉矶（East Los Angeles），是美國加利福尼亞州洛杉磯郡的一個非建制地區及人口普查指定地區（CDP）。它座落於洛杉磯市博伊爾高地的東邊，是市區的東部邊緣，故稱之為「東洛杉磯」。
东洛杉矶以加利福尼亞州人口最多的 CDP 而聞名，共有126,496人。

## 地理位置
东洛杉矶座落於洛杉磯市博伊爾高地的東邊，科默斯的北邊，蒙特利公園和蒙提貝羅的西邊。

## 農夫市場
東洛杉磯的農夫市場開始於2006年底，位於東洛杉磯市議會大廳（靠近東洛杉磯圖書館），每週六早上九點到下午二點營業。